# Ontstoffingstechnologie
Ontstoffingstechnologie is de technologie die het afscheiden van stofdeeltjes uit een gasstroom beschrijft.
Het afscheiden van stofdeeltjes uit een gasstroom wordt veelal toegepast om twee redenen:
- Tegengaan van stofemissies ter verbetering van de werkomstandigheden en/of bescherming van het milieu.
- Terugwinnen van stoffen, zoals bij pneumatisch transportsystemen. Dit zijn systemen waarbij lucht wordt gebruikt om bijvoorbeeld pigmentdeeltjes te transporteren.

Voor stofafscheiding zijn diverse apparaten beschikbaar zoals scrubbers, elektrostatische afscheiders, centrifugale afscheiders (cyclonen), afscheiders op basis van inertie en filterinstallaties. 
In de basis bestaat een filterinstallatie uit een “vuile lucht” kamer met filterelementen en een “schone lucht” kamer met een reinigingsmechanisme om het afgescheiden stof te verwijderen van het filtermateriaal.
Als afscheidingsmechanismen kunnen worden toegepast, diffusie, inertie (massatraagheid), interceptie en het zeefeffect.
Afscheiding van vaste deeltjes door filtratie gebeurt in twee stappen.
- De eerste stap is oppervlaktefiltratie. Hierbij worden de deeltjes op de oppervlakte van het filtermedium afgezet door botsing met het filtermedium. Hierdoor vormt zich een stofkoek die meehelpt aan het verhogen van de filterefficiency. Zo wordt voorkomen dat fijne deeltjes de poriën verstoppen. De fijne deeltjes blijven namelijk in de opgebouwde filterkoek zitten.
- De tweede stap is de dieptefiltratie. De dikte van het filtermedium is bepalend voor de weg die de stofdeeltjes moeten afleggen. Hoe langer deze weg, des te groter is de kans dat interceptie of zeefeffect plaatsvinden en dat het deeltje dus uit de gasstroom wordt gehaald.

Na de opbouw van de filterkoek moet deze weer verwijderd worden, zodat de werking van het filter weer wordt verbeterd. Dit wordt gedaan met een reinigingscyclus.
De belangrijkste aandachtspunten bij het selecteren van een geschikt filtermedium zijn:
- Efficiency – het vermogen om deeltjes af te scheiden uit een gasstroom.
- Drukverlies – bij veel drukverlies wordt het energieverbruik verhoogd en de volumestroom verlaagd.
- Accumulatie – hoeveel stof kan worden opgeslagen tussen de reinigingscycli.

Reiniging van het filtermedium kan op meerdere wijzen worden uitgevoerd:
- Mechanische beweging (schudden of kloppen).
- Omkering van de gasstroom. Hierbij zal de lucht het gefilterde materiaal van het filtermedium afblazen.
- “Pulse Jet”-reiniging; met behulp van perslucht of voor een explosieve omgeving stikstof

Vervanging van de filterelementen is nodig als het afscheidende vermogen niet meer zeker is t.g.v. slijtage (abrasieve stoffen) of verandering in de porositeit (chemische aantasting), óf als zelfs na “downtime” reiniging de verschildruk te hoog blijft (filtermedium is verstopt).
Zodra de karakteristieken van de te filteren gasstroom (eigenschappen van de stofdeeltjes, belading, dichtheid, viscositeit, debiet, temperatuur, druk enz.) bekend zijn, kunnen het meest geschikte filtermedium en type stofafscheider geselecteerd worden.
De meest toegepaste filtermedia zijn, cellulose (papier), textiel, naaldvilt, non-woven - textielvlies door samensmelting van bicomponentvezels (spunbonded).
De materialen waaruit deze filtermedia zijn opgebouwd - meestal polypropyleen of polyester – kunnen óók nog behandeld zijn met coatings of een oppervlaktemembraan. Hiermee worden de lossende eigenschappen verbeterd (PTFE - Teflon®), geleidbaarheid (afvoeren statische elektriciteit/antistatische eigenschappen) of vlamvertragende functie verkregen.
De filterelementen zijn te verkrijgen in verschillende vormen, zoals patroon, zak of envelop, slang – rond of elliptisch of een plaatvorm.